# Combe froide
La Combe froide (en patois valdôtain, Coumba frèida) est une vallée latérale de la Vallée d'Aoste, incluant le Valpelline, la Vallée du Grand-Saint-Bernard et le val de Bionaz.

## Géographie
La Combe froide jouxte au nord avec le Valais et s'étend autour du Grand Combin.

### Cours d'eau
Les deux torrents de la Combe froide confluent dans la Doire baltée :
- Artanavaz
- Buthier

### Lacs
- Lac de Place-Moulin

## Événements
La Combe froide  est renommée au niveau régional pour son carnaval, auquel est consacrée la Maison du carnaval de la Combe froide à Allein.